# 西日本電気システム
ＪＲ西日本電気システム株式会社（ジェイアールにしにほんでんきシステム）は大阪府吹田市に本社を置く、JR西日本グループの電気設備工事会社。略称はNESCO。
西日本旅客鉄道（JR西日本）の子会社（連結子会社）。

## 概要
事業領域として、JR西日本エリアの鉄道電気工事と駅ビルやオフィスなどでの一般電気工事がある。
電気工事分野以外に、消防設備、携帯電話基地局工事などの情報通信分野の工事も行っている。
また、大阪府吹田市にはNESCO技術学園(NESCO TECHNO SCHOOL) がある。同学園は第二種電気工事士養成施設に指定されている。

## 主な事業所
- 本店 - 大阪府吹田市
- 京都工務センター - 京都府京都市南区
- 大阪工務センター - 大阪府吹田市
- 神戸工務センター - 兵庫県神戸市長田区
- 金沢支店 - 石川県金沢市
- 中国統括支店 - 広島県広島市東区
  - 広島支店 - 広島県広島市東区
  - 岡山エリア支店 - 岡山県岡山市北区

- 九州支店 - 福岡県福岡市博多区

## 沿革
- 1981年（昭和56年）
  - 6月 - 「ナニワ電気システム株式会社」設立
- 1988年（昭和63年）
  - 4月 - 「西日本電気システム株式会社」に変更
- 1994年（平成6年）
  - 10月 - NESCO技術学園(NESCO TECHNO SCHOOL) を開設
- 1995年（平成7年）
  - 12月 - 鉄電産業株式会社（現 株式会社てつでん）を子会社化
- 2006年（平成18年） 
  - 7月 - NESCO信号工事株式会社を設立
  - 12月 - NESCO電車線工事株式会社を設立
- 2018年（平成30年） 
  - 3月 - 西日本旅客鉄道株式会社完全子会社化
- 2019年（令和元年） 
  - 6月 - 本店を大阪市から吹田市へ移転。
- 2020年（令和2年）
  - 7月 - 福知山支店・和歌山支店・米子支店を西日本電気テック株式会社へ移管
  - 9月 - 高倉工業株式会社を子会社化し、「NESCO変電システム株式会社」に商号変更
- 2024年（令和6年）
  - 10月 - 現社名に変更

## 不祥事
2012年12月、JR阪和線東貝塚駅にて信号機のブレーカーを落として列車の運行を妨げたとして2013年6月6日、社員が偽計業務妨害の疑いで逮捕された。